# Zlatoüst
|  | Aquest article tracta sobre la ciutat russa de l'óblast de Txeliàbinsk. Vegeu-ne altres significats a «Zlatoüst (desambiguació)». |

Zlatoüst (rus: Златоу́ст) és una ciutat de l'óblast de Txeliàbinsk, a Rússia.

## Geografia
Zlatoüst es troba a 111 km a l'oest de Txeliàbinsk. Les viles més properes són Kussà (23 km al nord-oest) i Miass (33 km al sud-est).

## Història
La vila de Zlatoüst nasqué el 1754 a causa de la construcció d'una fàbrica siderúrgica. El 1774-1776 els obrers de la fàbrica prengueren part de la revolta de Pugatxov. A començaments del segle xix, Pàvel Anossov fabricà a Zlatoüst les primeres làmines d'acer bulat; i també s'obrí a la vila una fàbrica d'armes per a la fabricació de sabres i de punyals. La vila també és coneguda per ser l'indret on es construïren els primers canons d'acer de Rússia, d'ençà el 1857. Zlatoüst obtingué l'estatus de ciutat el 1865. El 1903, les autoritats tsaristes acabaren brutalment amb la vaga dels obrers.

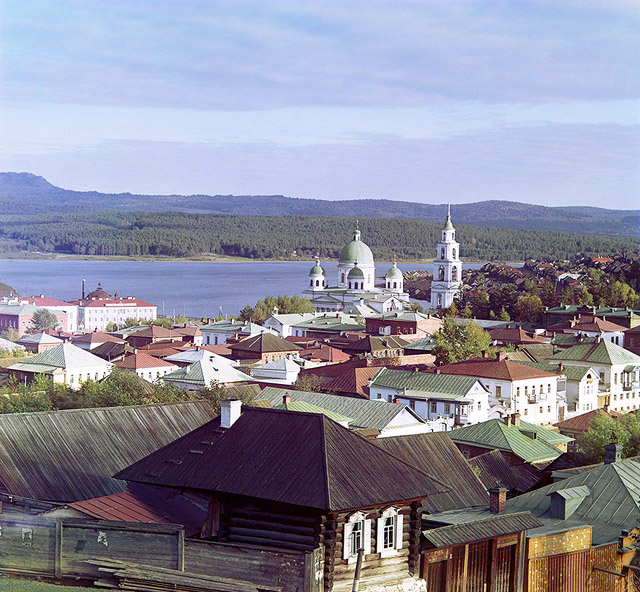
Zlatoüst el 1910, fotografia de Serguei Mikhàilovitx Prokudin-Gorski.

El règim soviètic s'imposà a Zlatoüst el març del 1918, però durant la Guerra Civil Russa, la vila fou presa primer pels Blancs el juny del 1918 i finalment per l'Exèrcit Roig el juliol del 1919.
Durant l'època soviètica Zlatoüst esdevingué una ciutat industrial, especialitzada en la metal·lúrgia, la construcció mecànica, la indústria agroalimentària, etc. Durant la Segona Guerra Mundial una vintena de fàbriques hi arribaren des de les regions occidentals del país. Entre el 1941 i el 1945 40.000 habitants de Zlatoüst caigueren en el camp de batalla.